# Gente Emília

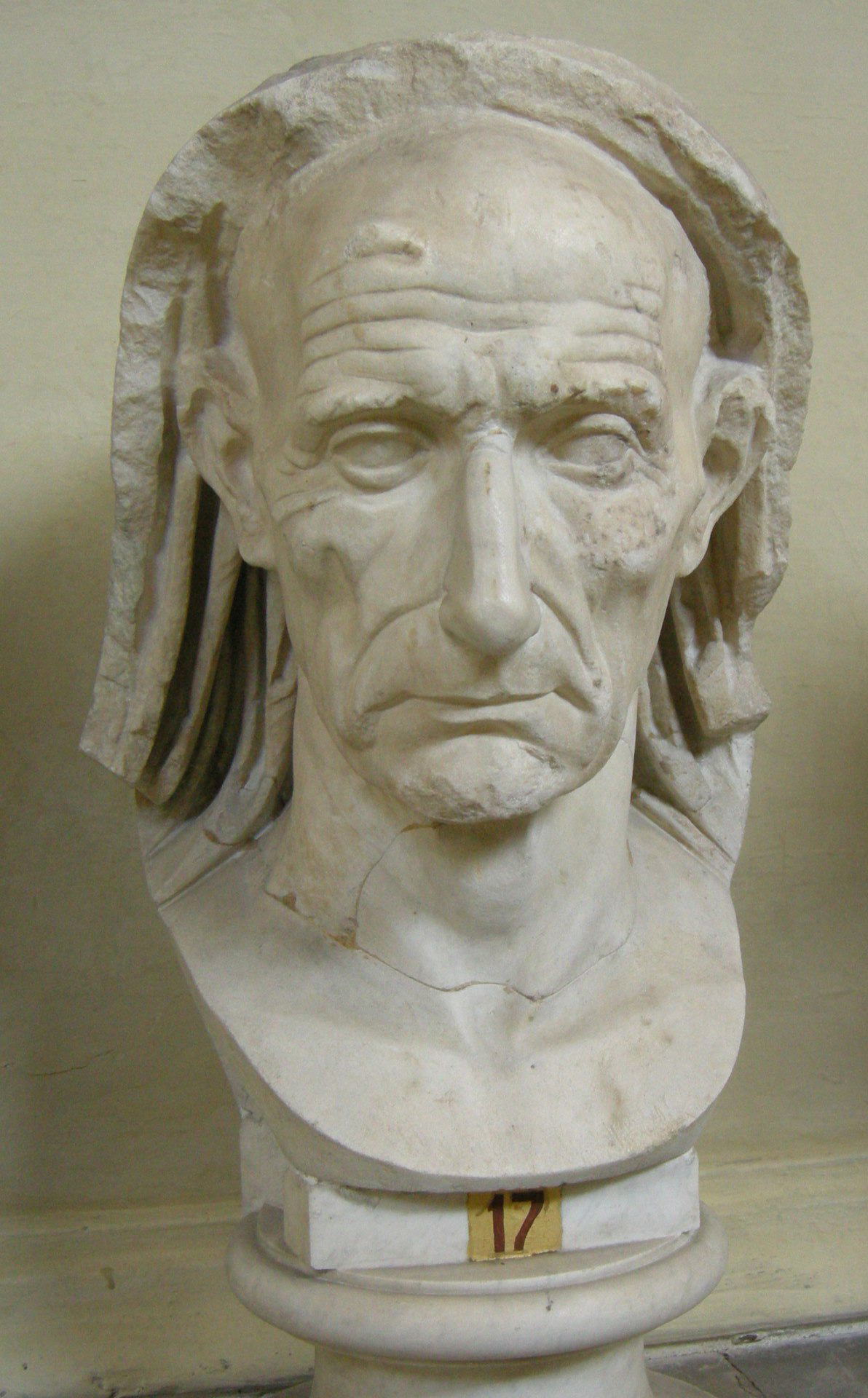
Busto de Marco Emílio Escauro, um dos mais poderosos líderes dos optimates no final do século II a.C..

A gente Emília (em latim: Aemilia, escrito originalmente Aimilia; pl. Aemilii) era uma das mais antigas gentes patrícias da Roma Antiga. Acreditava-se que a família teria se originado no reinado de Numa Pompílio, o segundo rei de Roma, e seus membros ocuparam os mais altos cargos do estado desde as primeiras décadas da República até o período imperial. Provavelmente eram uma das gentes maiores, as mais importantes famílias patrícias, juntamente com os Cláudios, os Cornélios, os Fábios, os Mânlios e os Valérios. Seu nome está associado a duas grandes estradas romanas, a Via Emília e a Via Emília Escaura, uma região administrativa da Itália, a Emília-Romanha, e à Basílica Emília no Fórum Romano.

## Origem
Diversas histórias foram contadas sobre a fundação da gente Emília. A mais familiar era de que seu ancestral, Mamerco, era filho de Numa Pompílio, que também era considerado ancestral das gentes Pompília, Pompônia, Calpúrnia e Pinária. Uma variação deste relato afirma que Mamerco seria filho de Pitágoras, que teria sido tutor de Numa. Porém, como Lívio observou, este relato é impossível, pois Pitágoras só nasceria mais de um século depois da morte de Numa e ainda vivia nos primeiros dias da República.
Acredita-se que este Mamerco teria recebido o nome "Emílio" (em latim: Aemilius) por causa da força persuasiva de sua palavra (em grego:  δι αιμυλιαν λογου), embora uma derivação deste tipos seja certamente uma falsa etimologia. Outra derivação possível é da palavra "aemulus" ("rival de") ou de outra de mesma raiz. Segundo uma lenda diferente, os Emílios seriam descendentes de Aemylos, um filho de Ascânio, quatrocentos anos antes da época de Numa Pompílio. Uma outra versão relata que a gente Emília seria descendente de Amúlio, o maldoso tio de Rômulo e Remo, que depôs seu irmã Numitor, pai deles, para se tornar rei de Alba Longa.
Se qualquer destes relatos é verdadeiro, sabe-se que os Emílios provavelmente são de origem sabina. O prenome Mamerco é derivado de "Mamers", um deus idolatrado pelos sabélios da Itália central e sul e geralmente identificado com Marte. Embora geralmente incluído nas listas de prenomes ("praenomina") utilizadas em Roma e, portanto, considerado latino, os Emílios e os Pinários eram as únicas famílias patrícias a utilizarem o nome.

## Prenomes
Os Emílios regularmente utilizavam os prenomes Mamerco, Lúcio, Mânio, Marco e Quinto. Os Emílios Mamercos também utilizaram Tibério e Caio. Os Emílios Lépidos, que tinham um gosto particular por nomes antigos e pouco usuais, utilizavam Paulo, presumivelmente uma referência à família dos Emílios Paulos, que havia se extinguido sem descendentes um século antes. As filhas dos Emílios eram conhecidas por utilizarem prenomes numéricos, "Prima", "Secunda" e "Tertia", embora estes sejam frequentemente tratados como cognomes.

## Ramos e cognomes
O ramo ("estirpe") mais antigo dos Emílios utilizava o cognome "Mamerco" e seu diminutivo "Mamercino". Esta família floresceu nos primeiros anos da República até a época das Guerras Samnitas. Diversos outros grandes ramos, incluindo os "Papos", "Bárbulos", "Paulos" e "Lépidos", são desta época e podem ser descendentes dos Mamercinos. Os Emílios Paulos se extinguiram com a morte de Lúcio Emílio Paulo, o conquistador da Macedônia, em 160 a.C.. Seus filhos, embora já adultos, foram adotados pelas famílias dos Fábios Máximos e dos Cornélios Cipiões.
A família dos Emílios Lépidos ganhou proeminência no início do século III a.C. e dali até o período imperial foi uma das mais poderosas e importantes do estado romano. No século I a.C., eles reviveram diversos nomes antigos, incluindo os prenomes Mamerco e Paulo e os cognomes Paulo e Régilo. Os Emílios Escauros floresceram do início do século II a.C. até o começo do século I. Os cognomes "Buca" e "Régilo" aparentemente foram utilizados por famílias de existência breve. Outros cognomes aparecem no período imperial.

## Membros

### Emílios Mamercos e Mamercinos
- Lúcio Emílio Mamerco, cônsul em 484, 478 e 473 a.C.
- Tibério Emílio Mamerco, cônsul em 470 e 467 a.C.
- Caio Emílio Mamerco, ditador em 463 a.C., segundo João, o Lídio, mas não encontrado em nenhuma outra fonte; pode ter sido um inter-rei.[3]
- Mamerco Emílio Mamercino, ditador em 438, 433 e 426 a.C.
- Mânio Emílio Mamercino, cônsul em 410 a.C. e tribuno consular em 405, 403 e 401 a.C.
- Caio Emílio Mamercino, tribuno consular em 394 e 391 a.C.
- Lúcio Emílio Mamercino, tribuno consular em 391, 389, 387, 383, 382, 380 e 377 a.C.
- Lúcio Emílio Mamercino, cônsul em 366 e 363 a.C.
- Lúcio Emílio Mamercino, mestre da cavalaria em 352 a.C.
- Lúcio Emílio Mamercino Privernas, cônsul em 341 e 329 a.C. e ditador em 335 e 316 a.C.
- Tibério Emílio Mamercino, pretor em 341 e cônsul em 339 a.C.

### Emílios Papos
- Marco Emílio Papo, ditador em 321 a.C.
- Quinto Emílio Papo, cônsul em 282 e 278 a.C.
- Lúcio Emílio Papo, cônsul em 225 a.C.
- Marco Emílio Papo, curião máximo (m. 210 a.C.).
- Lúcio Emílio Papo, pretor em 205 a.C., recebeu a Sicília como província.

### Emílios Bárbulas
- Quinto Emílio Bárbula, cônsul em 317 e 311 a.C.
- Lúcio Emílio Bárbula, cônsul em 281 a.C. e conquistador de Taranto.
- Marco Emílio Bárbula, cônsul em 230 a.C.

### Emílios Paulos
- Marco Emílio Paulo, cônsul em 302 a.C.
- Marco Emílio Paulo, cônsul em 255 a.C.
- Lúcio Emílio Paulo, cônsul em 219 e 216 a.C., morto na Batalha de Canas.
- Lúcio Emílio Paulo, chamado "Macedônico" (c. 230–160 a.C.), cônsul em 182 e 168 a.C..
- Emília Tércia Paula (c. 230 - 163/2 a.C.), casada com Públio Cornélio Cipião Africano.
- Quinto Fábio Máximo Emiliano, filho de Emílio Macedônico, conhecido como Fábio Emiliano.
- Públio Cornélio Cipião Emiliano, filho de Emílio Macedônico, conhecido como Cipião Emiliano, cônsul em 147 e 134 a.C.
- Prima Emília Paula, casada com Quinto Élio Tuberão
- Secunda Emília Paula, casada com Marco Pórcio Catão Liciniano.
- Tertia Emília Paula, que, ainda pequena, realizou uma profecia positiva para seu pai.

### Emílios Lépidos
- Marco Emílio Lépido, cônsul em 285 a.C.
- Marco Emílio Lépido, cônsul em 232 a.C. e perhaps also suffectus em 220.
- Marco Emílio Lépido, pretor em 218 a.C.
- Lúcio Emílio Lépido, filho do cônsul de 232 a.C.
- Quinto Emílio Lépido, filho do cônsul de 232 a.C.
- Mânio Emílio Lépido, pretor em 213 a.C.
- Marco Emílio Lépido, cônsul em 187 e 175 a.C.
- Marco Emílio Lépido, cônsul em 158 a.C.
- Marco Emílio Lépido, tribuno militar contra Antíoco III, o Grande, em 190 a.C.
- Marco Emílio Lépido Porcina, cônsul em 137 a.C.
- Marco Emílio Lépido, cônsul em 126 a.C.
- Quinto Emílio Lépido, provavelmente filho do tribuno militar de 190 a.C.
- Marco Emílio Lépido, cônsul em 78 a.C.
- Mamerco Emílio Lépido Liviano, cônsul em 77 a.C.
- Mânio Emílio Lépido, cônsul em 66 a.C.
- Lúcio Emílio Lépido Paulo, cônsul em 50 a.C.
- Marco Emílio Lépido, triúnviro, cônsul em 42 a.C.
- Emílio Lépido Régilo, mencionado por Cícero.
- Paulo Emílio Lépido, cônsul sufecto em 34 a.C.
- Lépido, o Jovem, filho do triúnviro; conspirou para assassinar Augusto em 30 a.C.
- Quinto Emílio Lépido, cônsul em 21 a.C.
- Lúcio Emílio Paulo, cônsul em 1; conspirou contra Augusto.
- Marco Emílio Lépido, cônsul em 6.
- Emília Paula f. L. n. Lépida (n. 22 a.C.).
- Mânio Emílio Lépido, cônsul em 11.
- Emília Lépida, esposa de Públio Sulpício Quirino, acusada de vários crimes e condenado em 20.
- Marco Emílio Lépido, executado por Calígula em 39.
- Emília Paula Lépida, primeira esposa de Cláudio.
- Emília Paula Lépida (m. 36), esposa de Druso Júlio César.

### Emílios Régilos
- Marco Emílio Régilo (m. 205 a.C.), flâmine quirinal e candidato vencido ao consulado em 214 a.C.
- Lúcio Emílio Régilo, pretor em 190 a.C., durante a guerra contra Antíoco III, o Grande.
- Marco Emílio Régilo (m. 190 a.C.), irmão de Lúcio Emílio Régilo, morreu durante a mesma guerra.

### Emílios Escauros
- Lúcio Emílio Escauro, um oficial da marinha romana durante a guerra contra Antíoco III, o Grande, em 190 a.C.
- Marco Emílio Escauro (163–c. 89 a.C.), cônsul em 115 e 107 a.C., censor em 109 a.C. e príncipe do senado.
- Marco Emílio Escauro, o Jovem, pretor em 56 a.C.
- Emília Escaura, esposa de Pompeu.
- Emílio Escauro (m. 101 a.C.), lutou contra os cimbros sob Quinto Lutácio Cátulo.
- Marco Emílio Escauro, aliado de Marco Antônio.
- Mamerco Emílio Escauro (m. 34), orador e poeta, acusado duas vezes de majestas (traição).

### Emílios Bucas
- Lúcio Emílio Buca, questor na época de Lúcio Cornélio Sula
- Lúcio Emílio Buca (fl. 54 a.C.), magistrado monetário.

### Outros
- Emília, uma virgem vestal que teria milagrosamente reacendido o fogo sagrado com um pedaço de suas vestes.
- Emília, uma virgem vestal condenada à morte por incesto em 114 a.C.
- Cesão Emílio, engenheiro militar de data incerta.[4][5]
- Marco Emílio Aviano, amigo de Cícero e patrono de Aviano Evandro e Aviano Hamônio.[6]
- Emílio Mácer (m. 16 a.C.), um poeta que escrevia sobre pássaros, cobras e plantas medicinais.
- Emílio Mácer de Verona (fl. 12), um poeta que escrevia sobre temas homéricos.
- Emílio Mácer (século III), um jurista que vivia na época de Alexandre Severo.
- Emílio Sura, um analista, provavelmente contemporâneo de Marco Veleio Patérculo
- Emílio Rufo, prefeito da cavalaria sob Cneu Domício Córbulo na Armênia.
- Emílio Pacense, tribuno das coortes urbanas na época da morte de Nero, em 69 a.C.; morreu lutando contra Vitélio.
- Quinto Emílio Leto (m. 193), prefeito pretoriano de Cômodo.
- Emílio Aspro (século II), gramático e comentarista das obras de Públio Terêncio Afer e Virgílio.
- Emílio Aspro Júnior (século II), gramático e autor de "Ars Grammatica".
- Emílio Papiniano (141–212), jurista.
- Marco Emílio Emíliano (c. 206–253), governador da Panônia e Mésia, proclamado imperador em 253, mas assassinado pelos próprios soldados.
- Emílio Magno Arbório (século IV), poeta e amigo dos irmãos de Constantino I.
- Emílio Parteniano, historiador, deixou seu relato de várias pessoas que tentaram ser tiranos.
- Emílio Probo (final do século IV), gramático, a quem erroneamente foi atribuída a autoria de "Excellentium Imperatorum Vitae", de Cornélio Nepos.
- Blóssio Emílio Drocôncio (final do século V), poeta cristão.